# Partido Radical Demócrata
El Partido Radical Demócrata fue un partido político de la Segunda República Española, de ideología republicana y radical, cuyo líder fue Diego Martínez Barrio.

## Historia
Se fundó el 16 de mayo de 1934 en el seno del Partido Radical de Lerroux, por divergencias entre diferentes diputados radicales, con respecto a la política seguida por el partido, en coalición con los grupos de derechas, tras las elecciones de 1933.
La minoría parlamentaria quedó constituida por los diputados radicales: Antonio Lara Zárate, Manuel Torres Campañá, Manuel Blasco Garzón, Ramón González Sicilia, Manuel Mateos Silva, José González Fernández de la Bandera, Eduardo Frapollí, Matías Seguí, José García Ramos, José Miñones, Luis Fábregas, Fulgencio Diez Pastor, José García-Berlanga, Faustino Valentín, Álvaro Pascual Leone, Elidio Alonso y Diego Martínez Barrio.
A este grupo se unieron los diputados Hermenegildo Casas y Adolfo Moreno Quesada, procedentes del PSOE, y Luis Recasens Siches, del Partido Republicano Conservador,  así como Pedro Rico, alcalde de Madrid.
En septiembre de 1934, se agrupa con el mermado Partido Republicano Radical Socialista, liderado por Félix Gordón Ordás, para constituir Unión Republicana, partido que concurrió a las elecciones de febrero de 1936, formando parte del Frente Popular.